# Знак Танит
Знак Танит — условное название символического изображения карфагенской богини Танит, применявшегося наряду с так называемым знаком бутыли. Встречается на большом числе археологических памятников. Нередко называется главным священным символом или своего рода эмблемой Карфагена.

## Танит и её символы
Танит — популярнейшее и в то же время загадочное божество Карфагена. Даже её эпитет в пунических надписях «Пене Баал» не имеет однозначного толкования («лик Баала» или «украшение Баала»). Из этого эпитета понятно, что она была связана с Баалом, хотя и не обязательно с Баал-Хаммоном. Танит почиталась как лунная и небесная богиня, а также божество плодородия. В первой ипостаси её символом был полумесяц, как правило, повёрнутый рогами вниз, или (реже) лунный диск, во второй — голубь, в третьей — пальма и гранат.

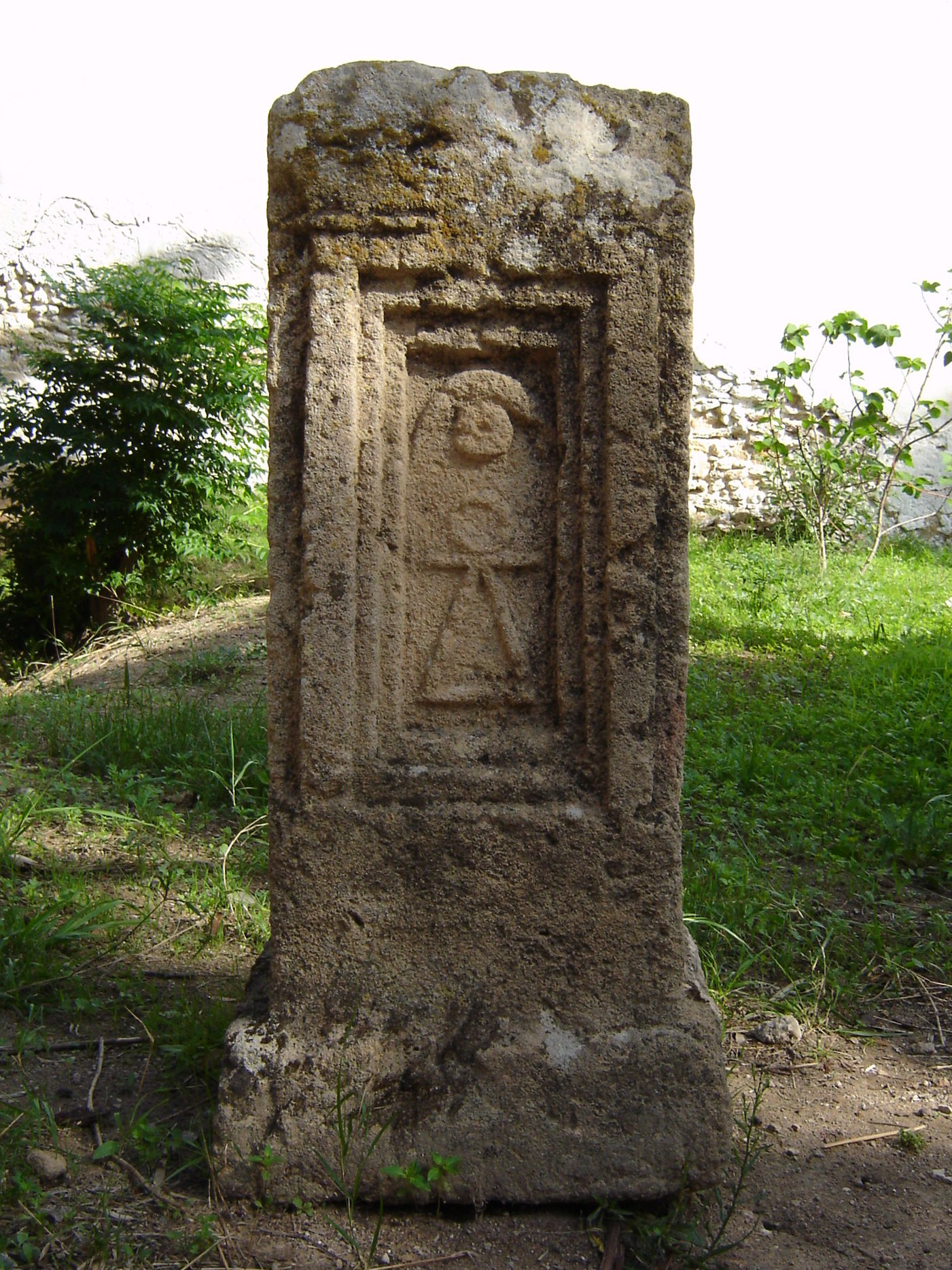
Стела со знаком Танит. Тофет Карфагена

Танит выступала и как владычица и покровительница Карфагенской державы. В надписях её всегда именуют rbt («госпожа»). Именно в качестве «госпожи» Карфагена она появляется на карфагенских монетах. Хотя ранние пунические монеты, чеканившиеся на Сицилии, копировали деньги соседних древнегреческих полисов, женский профиль на них, несомненно, символизировал не эллинских богинь, а Танит. Культ Танит был широко распространён, о чём свидетельствуют многочисленные посвящения ей и Баал-Хаммону. Чтобы добиться её милости, карфагеняне вырезали знак Танит на погребальных стелах, штамповали на керамике, выкладывали в мозаике на полу, придавали его форму украшениям и амулетам. В греческом переводе договора Ганнибала с Филиппом V Македонским, который приводит Полибий, она именуется просто «божеством карфагенян».
Ю. Б. Циркин выдвигает гипотезу, согласно которой в первой половине I тысячелетия до н. э. Танит была одним из второстепенных финикийских божеств, однако по мере складывания Карфагенской державы постепенно выдвинулась на первый план. Так, в Мотии, разрушенной греками в самом начале IV века до н. э., пока не найдено никаких свидетельств почитания Танит, в то время как в наследовавшем Мотии Лилибее обнаружены стелы с посвящениями ей.
Знак Танит встречается на тысячах пунических стел. Символ имеет восточное происхождение: в Финикии он известен с середины I тысячелетия до н. э. Он изображён на терракотовых статуэтках из Тира (метрополия Карфагена, поддерживавшая с ним торговые и религиозные связи) и на обломке корабля, найденном в 1971—1972 годах в море в 1 км от побережья Израиля, где обнаружено более 250 фигурок — на некоторых из них есть знак Танит. Поскольку форма этого знака соответствует самому раннему из известных в карфагенских владениях типу, фигурки могут датироваться V—IV веками до н. э., что подтверждается и археологическим обследованием груза затонувшего корабля. Встречается он и на монетах Библа времён похода Александра Македонского. За пределами Карфагена и Финикии знак Танит можно найти на Делосе, где во II веке до н. э. была основана крупная финикийская колония (мозаичная мостовая и многочисленные масляные светильники), а также в Дура-Эвропос (фрагмент большого кувшина III века до н. э.).

## Описание и значение
Форма знака Танит со временем претерпевала изменения, однако в целом схема его оставалась неизменной: треугольник или трапеция с поперечиной, наложенной на вершину треугольника или короткую сторону трапеции (концы поперечины часто подняты вверх), а выше, над самой вершиной треугольника или короткой стороной трапеции — круг. Исследователи не пришли к единому мнению о значении этого символа, его антропоморфности или абстрактности. В знаке видели или символ молитвы, или соединение байтила с солнечным диском, представляющее земной культ и божество — предмет этого культа, или абстрактное представление древнеегипетского знака жизни — анха, или упрощённое изображение фигуры эгейской богини типа оранты (схематические очертания женской фигуры с воздетыми руками). О «родстве» с анхом могут свидетельствовать встречающиеся изображения знака Танит без линии у основания.
Ю. Б. Циркин высказывает предположение о том, что знак мог олицетворять божественную пару: Баал-Хаммона и Танит. Треугольник с древнейших времён считался символом женщины, женского плодоносящего начала. А заштрихованный треугольник или угол — древнейший символ женского божества плодородия. В таком случае трапецию можно рассматривать как незаконченный треугольник. Круг наверху мог воплощать солнце или солнечного бога, каким был Баал-Хаммон. В этом отношении интересен один из древнейших рисунков на стеле: над трапецией вместо круга находится просто надпись b’l (видимо, Баал-Хаммон). Черта между треугольником (или трапецией) и кругом не разделяет, а соединяет их. Таким образом, знак представляет собой соединение бога солнца и богини плодородия. Первоначально место последней могла занимать не Танит, а Астарта. Но позже связь между этим знаком и Танит становится неразрывной. Иногда даже сама стела принимала форму знака Танит.